# Warforum.cz
W.A.R. fórum (zkráceně Warforum) je české diskusní fórum. Význam zkratky W.A.R. v názvu je Welcome Aboard Reality.[zdroj?] Podle webu toplist.cz se jedná o nejnavštěvovanější diskusních fór z těch, které používají počítadlo Toplistu. Od roku 2005 si drží prvenství ve své kategorii. V roce 2007 mělo denně přes 50 000 uživatelů a téhož roku zaznamenalo téměř 30 milionů přihlášení. V březnu 2010 mělo fórum více než 550 tis. registrovaných uživatelů. Své prvenství drží i počtem aktivních uživatelů, kterých v roce 2013 bylo přes 680tis. V roce 2013 bylo zhlédnuto průměrně přes 650 tisíc stránek denně. Prostřednictvím fóra si uživatelé mimo nabízejí odkazy ke stahování filmů, hudby, software, knih atd. Velká část takto odkazovaného materiálu se dá pokládat za warez.
Fórum vzniklo v roce 2004, založil jej muž vystupující pod přezdívkou GOD Mr.Brady ve spolupráci s nickem reset. V roce 2012 fórum převzal podnikatel Petr Pomajbík.[zdroj?] Z celkem 110 původních moderátorů je jich současně (2023) aktivních 40.[zdroj?]
V lednu 2024 sdružení CZ.NIC, spravující doménu .cz, vyřadilo doménu waforum.cz ze zóny .cz z důvodu nesdělení zástupce. Pokud držitel domény neuvede správné kontaktní údaje, CZ.NIC bude moci doménu vyřadit ze zóny a zrušit. Fórum začalo používat doménu warforum.xyz.